# Stanley Clarke

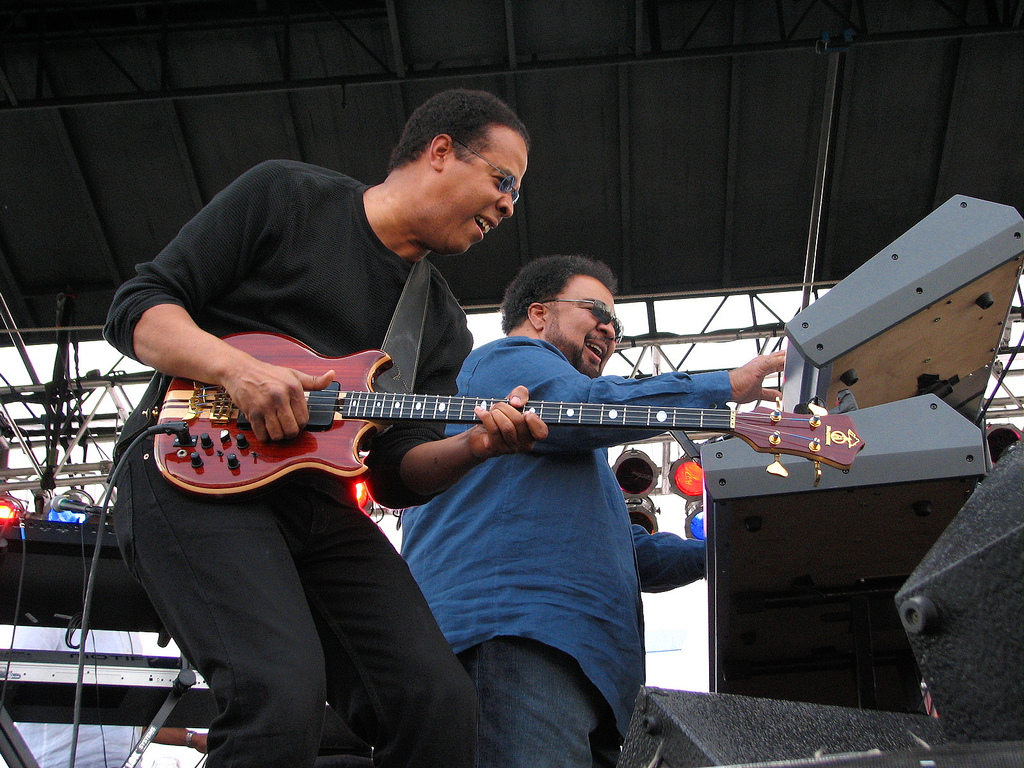
Stanley Clarke (stânga) și George Duke în 2006

Stanley Clarke (n. 30 iunie 1951, Pennsylvania, SUA) este un basist american de culoare de jazz, jazz-rock și rock.